# Domovina (Sydney)
Domovina, bio je novinski tjednik na hrvatskome i engleskome jeziku koji je od 2012. do 2022. godine izlazio svake srijede u Sydneyu, u Australiji. 

## Povijest
Prvo izdanje izašlo je 4. rujna 2012. godine pod nazivom Boka Cro Press. Distribuirao se elektronički putem Interneta, dok su se otisci novina distribuirali na prodajnim mjestima pri novinskim agencijama u Sydneyu, Adelaideu, Brisbaneu, Canberri, Darwinu, Perthu i drugim gradovima u Australiji.
U rujnu 2015. godine tjednik je promijenio ime u Za Dom Press. U rujnu 2016. godine tjednik je promijenio ime u Domovina.
Dana 21. prosinca 2022. godine izašao je posljednji broj tiskanoga izdanja.
Domovina je nastavila djelovati kao portal.

### Nazivi
- Boka Cro Press (sv. 1, br. 1, 4. rujna 2012. – sv. 3, br. 151, 9. rujna 2015.)
- Za Dom Press (sv. 3, br. 152, 16. rujna 2015. – sv. 4, br. 156, 14. listopada 2015.)
- Za Dom (sv. 4, br. 157, 21. listopada 2015.)
- Za Dom Spremni (sv. 4, br. 158, 28. listopada 2015. – sv. 5, br. 201, 7. rujna 2016.)
- Domovina (sv. 5, br. 202, 14. rujna 2016. – sv. 10, br. 517, 21. prosinca 2022.)

## Glavni urednici
- Petar Mamić (4. rujna 2012. – 21. prosinca 2022.)

## Suradnici
Članke za tjednik Domovina pisali su Petar Mamić, Marijan Balder, Damir Posavac, Vladimir Milinović, Dinko Dedić, i ini.

## Vanjske poveznice
- (hrv.), (engl.) Domovina
- Nova Hrvatska, stare mrežne stranice.